# 田中克行
田中 克行（たなか かつゆき、1969年11月6日 - 1996年8月6日）は、日本の歴史学者。専門は中世後期の村落社会。元東京大学史料編纂所助手。埼玉県狭山市出身。

## 経歴
- 1988年3月 埼玉県立川越高等学校卒業
- 1992年3月 東京大学文学部国史学科卒業
- 1994年3月 東京大学大学院人文科学研究科修士課程修了
- 1996年4月 東京大学史料編纂所助手
- 1996年8月 急性心不全で死去

## 人物
同期には東京大学史料編纂所准教授の菊地大樹、同助教の井上聡、信州大学人文学部准教授の佐藤全敏、一つ下に東京大学大学院人文社会系研究科准教授の高橋典幸がいる。東京大学入学後、教養課程から勝俣鎮夫に師事し学部・大学院と一貫して教えを受ける。また、専門課程進学以降石井進・五味文彦・村井章介・久留島典子らにも教えを受けた。修士論文「中世惣村文書の研究―菅浦共有文書を題材にして―」（1993年度提出）は8編立てになる雄編であり、将来を嘱望された中世史家であった。

## 著書
- 『中世の惣村と文書』（山川出版会、1998年）